# Fabrice Souloy
Fabrice Souloy est un entraîneur de sport hippique et un driver français, spécialisé dans les trotteurs, né en 1967.

## Carrière
Après avoir effectué son apprentissage chez Philippe Allaire et Alain Roussel, il s'installe à son compte et devient, en 1996, entraîneur public. Il figure aujourd'hui parmi les entraîneurs français les plus titrés, comme en témoigne son palmarès. Mentor de champions français comme Kool du Caux, Olga du Biwetz ou Oiseau de Feux, il accueille également dans son écurie des champions étrangers avec lesquels il effectue des campagnes internationales, tels Commander Crowe ou Exploit Caf.

### Affaire de dopage
Le 9 septembre 2016 sont révélés des résultats de tests antidopage positifs au cobalt sur quatre chevaux entraînés par Fabrice Souloy, dont trois ayant pris part au Grand Prix d'Oslo 2016 où ils ont terminé 1er (Your Highness), 3e (Un Mec d'Héripré, également positif lors de sa troisième place dans l'Elitloppet) et 6e (Lionel). Ils sont donc disqualifiés sur le tapis vert, et l'entraîneur est aussitôt interdit d'exercer en Norvège et en Suède. Par conséquent Fabrice Souloy ne pourra pas non plus présenter ses chevaux au Danemark et en Finlande. La fédération norvégienne a demandé que cette décision s'étende à la France. Your Highness, directement concernée par ce contrôle, a été interdite de se produire, ce samedi, sur l'hippodrome de Vincennes, à l'occasion du Prix d'Été. Le 21 juin, l'Association Norvégienne du Trot le condamne à 15 ans de suspension en Norvège et 500 000 NOK d’amende, soit un peu plus de 52 000 €. En Suède, le cheval Un Mec d’Héripré et contrôlé postif dans l’Elitloppet 2016. Pour ce cas de dopage, Fabrice Souloy est suspendu un an et écope d’une amende de 1 000 000 SEK, soit un peu plus de 100 000 euros.

## Palmarès (comme entraîneur et/ou driver)

### France

#### Attelé

##### Groupe I
- Prix de France – 3 – Kool du Caux (2007), Exploit Caf (2008), Ampia Mede SM (2023)
- Prix de Paris – 3 – Private Love (2010), Lionel (2016), Ampia Mede SM (2023)
- Critérium des 3 ans – 3 – Install (1999), Orlando Vici (2005), Quaro (2007)
- Critérium des 4 ans – 4 – Korean (2002), Orlando Vici (2006), Quaro (2008), Rolling d'Héripré (2009)
- Critérium Continental – 3 – Korean (2002), Rolling d'Héripré (2009), Un Mec d'Héripré (2012)
- Prix de Sélection – 2 – Kiwi (2003), Rolling d'Héripré (2009)
- Prix René Ballière – 4 – Kool du Caux (2007), Exploit Caf (2008), Première Steed (2009), Un Mec d'Héripré (2014)
- Prix de l'Atlantique – 3 – Exploit Caf (2008), Moving On (2015), Lionel (2016)

##### Groupe II
- Prix Doynel de Saint-Quentin – 5 – Pegasus Boko (2003), Le Cannibale (2011), Lionel (2015), Cash Gamble (2016), Ampia Mede Sm (2021)
- Prix d'Été – 4 – Olga du Biwetz (2009), Commander Crowe (2011), Un Mec d'Héripré (2014), Lionel (2015)
- Prix de Washington – 4 – Felix del Nord (2008), Première Steed (2009), Commander Crowe (2011), Un Mec d'Héripré (2016)
- Prix Victor Régis – 4 – Install (1999), Mon Bellouet (2003), Orlando Vici (2005), Captain Crazy (2015)
- Grand Prix du Sud-Ouest – 3 – Igor Font (2009), Wishing Stone (2011), Pascia' Lest (2015)
- Grand Prix du Département des Alpes-Maritimes – 3 – laria Jet (2009), Commander Crowe (2011, 2012)
- Prix Annick Dreux – 3 – Nina Madrik (2004), Orphéa de Nay (2005), Anastasia Fella (2013)
- Prix de Croix – 3 – Première Steed (2008), Rolling d'Héripré (2010), Un Mec d'Héripré (2013)
- Prix Jockey – 3 – Kiwi (2003), Première Steed (2008), Un Mec d'Héripré (2013)
- Prix Kalmia – 3 – Mon Bellouet (2003), So Lovely Girl (2009), Captain Crazy (2015)
- Prix Paul Viel – 3 – Mon Bellouet (2003), So Lovely Girl (2009), Univers Turgot (2011)
- Prix Une de Mai – 3 – Miska des Rondes (2003), Nina Madrik (2004), Anastasia Fella (2012)
- Prix Abel Bassigny – 3 – Orlando Vici (2005), Quaro (2007), Idéal Ligneries (2021)
- Prix de Bretagne – 2 – Kool du Caux (2007), Olga du Biwetz (2010)
- Prix du Bourbonnais – 2 – Private Love (2010), Un Mec d'Héripré (2015)
- Critérium de vitesse de Basse-Normandie – 2 – Quino du Gers (2014), Un Mec d'Héripré (2016)
- Prix Ariste-Hémard – 2 – Ouragane (2006), Première Steed (2007)
- Prix de Tonnac-Villeneuve – 2 – Install (2000), Orlando Vici (2006)
- Prix Gélinotte – 2 – Nina Madrik (2004), Orphéa de Nay (2005)
- Prix Masina – 2 – Jeanne's Fella (2000), Nina des Racques (2004)
- Prix Ozo – 2 – Nina des Racques (2004), Salsa Beji (2009)
- Prix Paul Karle – 2 – Mon Bellouet (2003), Captain Crazy (2015)
- Prix Reine du Corta – 2 – Anastasia Fella (2013), Idylle à Vie (2021)
- Prix de Belgique – 1 – Giuseppe Bi (2009)
- Prix de Bourgogne – 1 – Olga du Biwetz (2011)
- Prix de l'Union Européenne – 1 – Quino du Gers (2013)
- Clôture du Grand National du Trot – 1 – Treskool du Caux (2013)
- Prix de Buenos-Aires – 1 – Lionel (2015)
- Prix de La Haye – 1 – Quino du Gers (2012)
- Prix Jean-Luc Lagardère – 1 – Un Mec d'Héripré (2014)
- Prix Albert Demarcq – 1 – Première Steed (2008)
- Prix Éphrem Houel – 1 – Orlando Vici (2006)
- Prix Gaston Brunet – 1 – Quaro (2008)
- Prix Henri Levesque – 1 – Kiwi (2003)
- Prix Jean Le Gonidec – 1 – Kiwi (2003)
- Prix Jules Thibault – 1 – Orlando Vici (2006)
- Prix Louis Jariel – 1 – Première Steed (2008)
- Prix Marcel Laurent – 1 – Première Steed (2008)
- Prix Maurice de Gheest – 1 – Mon Bellouet (2003)
- Prix Octave Douesnel – 1 – Un Mec d'Héripré (2012)
- Prix Paul Leguerney – 1 – The Lovely Gwen (2011)
- Prix Pierre Plazen – 1 – Orlando Vici (2005)
- Prix Robert Auvray – 1 – Kiwi (2003)
- Prix Roquépine – 1 – Miska des Rondes (2003)
- Prix Ténor de Baune – 1 – Lionel (2015)
- Prix Uranie – 3 – Nina Madrik (2004)

#### Monté

##### Groupe I
- Prix de Cornulier – 1 – Olga du Biwetz (2011)
- Prix du Président de la République – 1 – Nina Madrik (2005)
- Prix des Élites – 2 – Orphea de Nay (2005), Anastasia Fella (2013)

##### Groupe II
- Prix Joseph Lafosse – 1 – Viva Forest (2014)
- Prix Holly du Locton – 1 – Beauty Turgot (2015)
- Prix Raoul Ballière – 1 – Tonkin de Bellouet (2010)
- Prix de Pardieu – 1 – Beauty Turgot (2015)
- Prix Reynolds – 1 – Commander Crowe (2010)

### Étranger
Suède
- Elitloppet – 2 – Exploit Caf (2008), Commander Crowe (2012)
- Hugo Åbergs Memorial – 3 – Oiseau de Feux (2007), Commander Crowe (2012, 2013)
- Olympiatravet – 2 – Commander Crowe (2012), Your Highness (2016)
- Åby Stora Pris – 2 – Commander Crowe (2014), Un Mec d'Héripré (2016)
- Coupe du Roi Gustave V – 1 – Wishing Stone (2011)

 Norvège
- Grand Prix d'Oslo – 1 – Commander Crowe (2012)
- Forus Open – 1 – Commander Crowe (2012)

 Finlande
- Finlandia Ajo – 4 – Kiwi (2003), Oiseau de Feux (2008), Igor Font (2009) Commander Crowe (2011)
- Kymi Grand Prix – 1 – Commander Crowe (2012)

 Danemark
- Copenhague Cup – 1 – Kool du Caux (2007)

 Belgique
- Grand Prix de Wallonie – 3 – Olga du Biwetz (2008), Ilaria jet (2009), Princess Grif (2015)

 Italie
- Grand Prix de la Loterie – 4 – Exploit Caf (2007), Gambling Bi (2008),Vincennes (2015), Timone Ek (2017)
- Grand Prix des Nations – 4 – Oiseau de Feux (2007), Olga du Biwetz (2011), Marielles (2013), Princess Grif (2016)
- Grand Prix de la Côte d'Azur – 4 – Napoleon Bar (2012, 2013), Pascia'Lest (2016), Un Mec d'Héripré (2017)
- Grand Prix d'Europe – 3 – Igor Font (2008), Princess Grif (2013), Timone Ek (2016)
- Gran Premio Tino Triossi – 2 – Igor Font (2008), Princess Grif (2013)
- Palio des communes – 2 – Java Darche (2003), Pegasus Boko (2005)
- Grand Prix Gaetano Turilli – 2 – Pegasus Boko (2005), Napoleon Bar (2012)
- Grand Prix Unire – 2 – Java Darche (2004), Kool du Caux (2006)
- Grand Prix Continental – 1 – Igor Font (2008)
- Championnat européen – 1 – Pegasus Boko (2004)
- Grand Prix de la Ville de Montecatini – 1 – Java Darche (2004)

 États-Unis
- Breeders' Crown – 1 – Commander Crowe (2014)

 Europe
- Grand Prix de l'UET – 1 – Oiseau de Feux (2006)
- Championnat européen des 5 ans – 3 – Kiwi (2003), Ilaria Jet (2009), Un Mec d'Héripré (2013)